# Рудежі
Рудежі (хорв. Rudeži) — населений пункт у Хорватії, в Сисацько-Мославинській жупанії у складі громади Двор.

## Населення
Населення за даними перепису 2011 року становило 1 осіб.
Динаміка чисельності населення поселення:

## Клімат
Середня річна температура становить 10,56 °C, середня максимальна – 24,70 °C, а середня мінімальна – -5,82 °C. Середня річна кількість опадів – 1072 мм.
| Клімат поселення                              | Клімат поселення | Клімат поселення | Клімат поселення | Клімат поселення | Клімат поселення | Клімат поселення | Клімат поселення | Клімат поселення | Клімат поселення | Клімат поселення | Клімат поселення | Клімат поселення | Клімат поселення |
| Показник                                      | Січ.             | Лют.             | Бер.             | Квіт.            | Трав.            | Черв.            | Лип.             | Серп.            | Вер.             | Жовт.            | Лист.            | Груд.            |                  |
| Середній максимум, °C                         | 7,26             | 8,77             | 12,99            | 17,00            | 21,49            | 24,70            | 23,89            | 23,40            | 19,83            | 15,12            | 9,48             | 5,59             |                  |
| Середня температура, °C                       | 0,72             | 2,24             | 6,46             | 10,49            | 14,95            | 18,16            | 19,96            | 19,47            | 15,90            | 11,19            | 5,55             | 1,64             |                  |
| Середній мінімум, °C                          | −5,82            | −4,3             | −0,08            | 3,94             | 8,42             | 11,64            | 16,01            | 15,52            | 11,95            | 7,25             | 1,62             | −2,28            |                  |
| Норма опадів, мм                              | 67               | 67               | 75               | 92               | 93               | 100              | 94               | 93               | 97               | 99               | 108              | 87               |                  |
| Середньомісячна швидкість вітру, м/с          | 1.66             | 1.82             | 2.19             | 2.12             | 1.94             | 1.75             | 1.71             | 1.60             | 1.59             | 1.69             | 1.73             | 1.76             |                  |
| Середньомісячна сонячна радіація, кДж/м²·день | 4366             | 7127             | 10838            | 15202            | 19381            | 21523            | 22757            | 19808            | 14591            | 9212             | 4930             | 3615             |                  |
| --------------------------------------------- | ---------------- | ---------------- | ---------------- | ---------------- | ---------------- | ---------------- | ---------------- | ---------------- | ---------------- | ---------------- | ---------------- | ---------------- | ---------------- |
| Джерело:                                      |                  |                  |                  |                  |                  |                  |                  |                  |                  |                  |                  |                  |                  |